# Albin (Wyoming)
Albin város az USA Wyoming állam Laramie megyéjében. Lakosainak száma 169 fő (2020. április 1.).

## Népesség
A település népességének változása:
| Lakosok száma | 160  | 181  | 169  |
|               | 1940 | 2010 | 2020 |